# Fracturare hidraulică
Fracturarea hidraulică înseamnă forțarea sfărâmării rocilor prin intermediul unor lichide sub presiune. Fracturarea rocilor se poate produce și în mod natural, însă, folosită de om, aceasta este o metodă prin care se exploatează petrolul și gazele de șist.

## Istoric
Primele încercări de fracturare hidraulică au avut loc în 1947, prin foraje verticale.
Ulterior, începând din 1998 s-a trecut și la forarea și fracturarea orizontală. Acest tip de exploatare acționează pe o zonă mai extinsă în jurul centrului de forare, având un efect mai amplu.
Energia produsă de injectarea sub presiune a fluidului de fracturare creează noi canale în rocă pentru a recupera o cantitate mai mare de hidrocarburi.

## Fluidul de fracturare
Fluidul de fracturare conține în cea mai mare parte apă (se pot consuma câteva milioane de litri pentru fiecare injectare), nisip, dar poate conține și acid clorhidric, substanțe biocide, guma de guar (E412), substanțe pentru emulsifiere și pentru de-emulsifiere  și izotopi radioactivi (lantan-140, cobalt-60) pentru urmărirea împrăștierii fluidului.
Durata medie de viata a exploatării este de 7,5 ani timp în care procesul de injectare se poate repeta de până la 10 ori, iar cantitatea de apă și aditivi folosiți se multiplică în acest fel.
Între 10% și 70% din fluidul de fracturare se întoarce la suprafață după fiecare injectare. 

## Controverse
Una dintre controversele suscitate de exploatarea neconvențională a hidrocarburilor (gaze sau petrol) este aceea a impactului asupra mediului.
Prin acest tip de exploatare aerul, apa și pământul pot fi în mod repetat expuse poluării.
Guvernele mai multor state au estimat aceste riscuri, iar legislativele au interzis, suspendat sau amânat exploatarea. 
În noiembrie 2013 un proiect de lege inițiat pentru interzicerea exploatării hidrocarburilor prin fracturare hidraulică a fost respins în Senatul României de către 87 de senatori. Opt senatori au votat pentru interzicerea fracturării, iar 10 s-au abținut.
Însăși unele dintre companiile exploatatoare afirmă că nu pot elimina, ci doar reduce impactul asupra mediului înconjurător.
Compoziția fluidului de fracturare nu este în întregime cunoscută, companiile exploatatoare păstrând secretul acesteia.
În reprezentarea proporțiilor de aditivi chimici, aceștia apar ca fiind doar o picătură la fiecare găleată de apă. Un simplu calcul arată că fiecare găleată de 10 litri va conține nu una ci 1000 de picături (20 de picături = 1 mililitru) din care mai multe de un sfert (254 de picături) sunt de acid.
În campaniile pro exploatare se fac afirmații foarte greu de probat:
Aditivii folosiți "sunt similari cu produse care se găsesc în orice casă".
"Puțurile de gaze fac parte din fermă, la fel ca fânețele sau porumbul plantat la suprafață".
Nu de puține ori s-a discutat despre efectele radioactive negative ale fracturării hidraulice.
Un alt punct controversat este epuizarea acestui tip de resurse. Hidrocarburile s-au format într-o perioadă foarte lungă de timp și vor fi exploatate într-o perioadă mult mai scurtă. Acest tip de exploatare se dovedește ineficientă ca modalitate de a susține pe termen lung necesitățile energetice zonale și economia locala sau națională.
Producția de gaz de șist obținut prin fracturare hidraulică într-un puț de foraj scade cu 65% după trei ani, tinzând spre zero după 8-10 ani. Aceasta investiție pe termen scurt nu garantează o dezvoltare economică durabilă. Avantajul teoretic al scăderii prețului la gaz s-ar pierde odată cu încetarea exploatării.
În campaniile împotriva exploatării prin fracturare hidraulică se susține că se poate obține energie folosind mijloace care nu poluează mediul înconjurător. Se iau în calcul panourile solare, turbinele eoliene și hidrocentralele ca alternativă la exploatarea resurselor neregenerabile.